# Temporada do Arsenal Football Club de 2019–20
A temporada 2019–20 foi a 28ª temporada do Arsenal na Premier League, a 104ª temporada no topo e a 100ª temporada consecutiva na primeira divisão do futebol inglês. O clube participou da Premier League, da Copa da Inglaterra, da Copa da Liga Inglesa e da Liga Europa da UEFA.

## Equipamentos
A Adidas foi anunciada como fornecedora do equipamento do Arsenal a partir do início da temporada. Isto marca a primeira vez desde a temporada 1993–94 que a Adidas tem sido o fornecedor do equipamento para o clube.

### Marca de equipamento
- Adidas

### Patrocínios
- Fly Emirates | Visit Rwanda

### Equipamentos
| Equipamento titular | Equipamento alternativo | Equipamento alternativo |

## Transferências

### Entradas
| Data                  | Nome               | Nacionalidade | Posição | Origem   | Valor         | Ref.  |
| --------------------- | ------------------ | ------------- | ------- | -------- | ------------- | ----- |
| 2 de julho de 2019    | Gabriel Martinelli | Brasil        | A       | Ituano   | 6,70 M €      | [ 2 ] |
| 29 de janeiro de 2020 | Pablo Marí         | Espanha       | Z       | Flamengo | R$ 24 milhões | [ 3 ] |

### Saídas
| Data               | Nome                  | Nacionalidade | Posição | Destino    | Valor      | Ref.        |
| ------------------ | --------------------- | ------------- | ------- | ---------- | ---------- | ----------- |
| 1 de julho de 2019 | Cohen Bramall         | Inglaterra    | EE      | Dispensado | vv         | [ 4 ]       |
| 1 de julho de 2019 | Petr Čech             | Chéquia       | EE      | Retirado   | Retirado   | [ 5 ]       |
| 1 de julho de 2019 | Vontae Daley-Campbell | Inglaterra    | EE      | Dispensado | M €        | [ 6 ] [ 7 ] |
| 1 de julho de 2019 | Charlie Gilmour       | Escócia       | EE      | Dispensado | M €        | [ 2 ]       |
| 1 de julho de 2019 | Stephan Lichtsteiner  | Suíça         | EE      | Dispensado | €          | [ 8 ]       |
| 1 de julho de 2019 | Julio Pleguezuelo     | Espanha       | EE      | Twente     | Dispensado | [ 6 ] [ 9 ] |
| 1 de julho de 2019 | Aaron Ramsey          | País de Gales | EE      | Juventus   | Custo zero | [ 10 ]      |
| 1 de julho de 2019 | Bayli Spencer-Adams   | Inglaterra    | EE      | Watford    | Dispensado | [ 4 ]       |
| 1 de julho de 2019 | Danny Welbeck         | Inglaterra    | EE      | Dispensado | €          | [ 11 ]      |